# Cyanophrys marialis
Cyanophrys marialis är en fjärilsart som beskrevs av Clench 1945. Cyanophrys marialis ingår i släktet Cyanophrys och familjen juvelvingar. Inga underarter finns listade i Catalogue of Life.